# Бухенбах
Бухенбах (нем. Buchenbach) — община в Германии, в земле Баден-Вюртемберг. 
Подчиняется административному округу Фрайбург. Входит в состав района Брайсгау — Верхний Шварцвальд.  Население составляет 3195 человек (на 31 декабря 2010 года). Занимает площадь 38,99 км².
Коммуна подразделяется на 4 сельских округа.